# Charles Mason

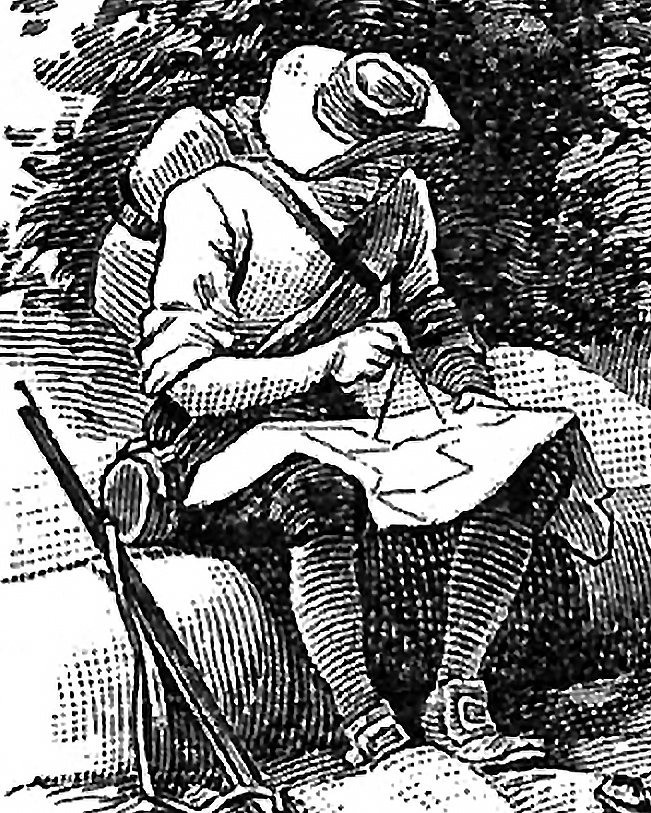
Charles Mason

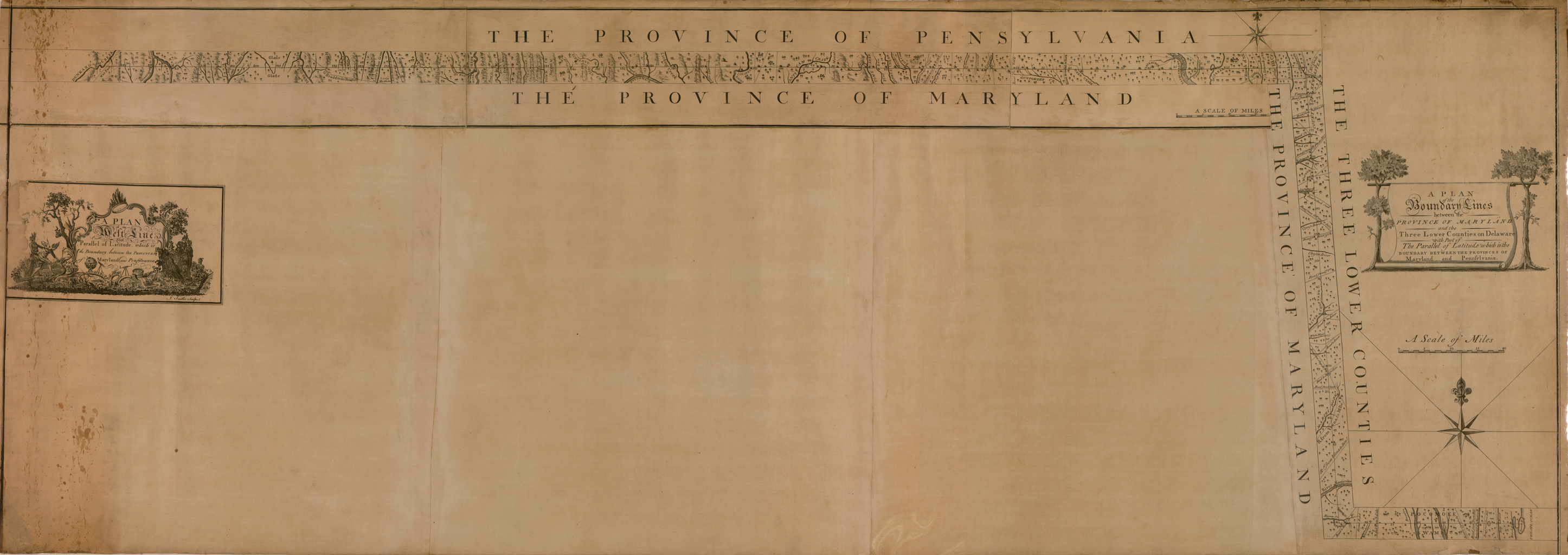
"A Plan of the West Line or Parallel of Latitude" by Charles Mason, 1768

Charles Mason (Oakridge (Gloucestershire) (Engeland), april 1728 - Philadelphia (VS), 25 oktober 1786) was een astronoom verbonden aan het Koninklijk Observatorium van Greenwich en lid van de Royal Society).
Samen met Jeremiah Dixon, een gerenommeerd landmeter uit Durham County in Engeland, vertrok hij in 1763 naar Philidelphia om op verzoek van Britse landeigenaren de grens tussen Maryland en Pennsylvania vast te stellen. Deze grens werd later beroemd als de Mason-Dixonlijn.

## Vroege carrière
Masons carrière begon aan het Koninklijk Observatorium van Greenwich bij Londen. Hij werkte van 1756 tot 1760 als assistent onder
James Bradley, de derde Astronomer Royal. Hierbij raakte hij bekend met professor Tobias Mayers Tables of the Moon. Maantabellen werden gemaakt om het probleem van het bepalen van de lengte op zee op te lossen, een probleem dat wetenschappers en zeelieden al tientallen jaren fnuikte. Zijn leven lang werkte Mason aan het vervolmaken van de maantabellen. In 1787 kreeg Mason £750 van de Board of Longitude
voor dat werk.

## De Venusovergang van 1761
In 1761 kreeg Mason opdracht naar Sumatra te reizen om de Venusovergang waar te nemen in een internationaal programma om gegevens te krijgen waaruit wetenschappers de afstand van de Aarde tot de zon konden bepalen. Mason kreeg gezelschap van Jeremiah Dixon, een landmeter en amateurastronoom uit Cockfield in het graafschap Durham. Doordat een Frans oorlogsschip hen aanviel bereikten ze hun bestemming niet en werden ze gedwongen hun waarnemingen vanaf de Kaap de Goede Hoop te doen.

## Het Mason-Dixononderzoek
Tussen november 1763 en 1768 stelden Mason en Dixon de grens vast tussen de Amerikaanse provincies Pennsylvania en Maryland. Door gebrekkige training en instrumenten waren lokale landmeters er onvoldoende in geslaagd de grens op te maken. Mason en Dixon, vergezeld door een grote groep medewerkers, legden drie belangrijke grenzen vast: (1) de zuidelijke grens tussen Pennsylvania en Maryland en Virginia, (2) de westelijke grens van de drie zuidoostelijkste county's van Pennsylvania (nu in Delaware) en Maryland en (3) de zuidelijke grens van die drie county's. De twee voerden ook een aantal experimenten voor de Royal Society uit, zoals het meten van een graad lengte. Masons logboek
geeft het compleetste verslag van dit onderzoek en zijn voortgang. Het logboek bevat zijn astronomische waarnemingen en persoonlijke aantekeningen over de Amerikaanse frontieromgeving en zijn ervaringen in koloniaal Amerika.
Mason en Dixon slaagden er niet in de gehele lengte te meten van de zuidelijke grens van Pennsylvania, zoals bepaald door zijn statuut. In de zomer van 1767 stak de landmeetgroep de Monongahelarivier over en het Great Catawba War Path, waarmee ze een verdrag schonden, dat de westwaartse uitbreiding van Engelse nederzettingen beperkte. Om het gevaar van vijandelijkheden met de inheemsen uit de weg te gaan waren Mason en Dixon na hun laatste waarnemingen op de kam van Brown's Hill gedwongen oostwaarts te keren.

## Carrière na het Mason-Dixononderzoek
Na voltooiing van het grensonderzoek in Amerika keerde Mason naar Greenwich terug, waar hij zijn werk aan Mayers maantabellen voortzette. Hij droeg ook bij aan de nautische almanak van de Britse staat, werkend onder Astronomer Royal Nevil Maskelyne.
Op 27 september 1786 schreef Mason aan Benjamin Franklin dat hij met zijn vrouw, zeven zonen en een dochter was teruggekeerd naar Philadelphia. Mason was toen ernstig ziek en bedlegerig. Met Franklin deelde hij het ontwerp voor een astronomisch project. Mason gaf geen reden voor zijn terugkeer naar Amerika en van Masons voorstel is verder niets vernomen.
Mason stierf op 26 oktober 1786 in Philadelphia.
- Gemeinsame Normdatei: 119554062
- International Standard Name Identifier: 0000 0000 8199 8917
- Library of Congress Control Number: n84064657
- Nationale Bibliotheek van Israël: 987007277306005171
- Nederlandse Thesaurus van Auteursnamen: 339745495
- SNAC: w6697655
- Système universitaire de documentation: 123622514
- Virtual International Authority File: 13120553
- WorldCat: E39PBJkHrJQyybTDCjbJ6V7yh3